# 中原茂樹
中原 茂樹（なかはら しげき　1968- ）は、日本の法学者。専門は行政法。学位は、修士（法学）。
1992年東京大学法学部を卒業後、1997年同大学院法学政治学研究科博士課程単位取得退学。1998年大阪市立大学法学部助教授、2009年東北大学大学院法学研究科教授を経て、2020年関西学院大学法科大学院教授。司法試験考査委員や国家公務員総合職試験委員、総務省行政不服審査会委員などを歴任。大阪府生まれ。